# Tatjana Wadimowna Kasakowa
Tatjana Wadimowna Kasakowa (russisch Татьяна Вадимовна Казакова; * 8. April 1990 in Tscheboksary) ist eine russische Biathletin, die vor allem im Crosslauf-Sommerbiathlon aktiv ist.
Tatjana Kasakowa begann 2007 mit dem Biathlonsport. Die Studentin wurde von Jewgenija Michailowa trainiert. Ihre erste internationale Meisterschaft lief die Russin bei den Sommerbiathlon-Weltmeisterschaften 2009 in Oberhof, wo sie bei den Crosslauf-Wettbewerben 20. des Sprints und 13. der Verfolgung wurde. 2011 nahm sie in Nové Město na Moravě bei den Junioren-Weltmeisterschaften im Winter teil und wurde 23. des Einzels. In Nové Město startete sie im weiteren Jahresverlauf auch an den Sommerbiathlon-Weltmeisterschaften 2011 auf Skirollern und wurde Zehnte in Sprint und Verfolgung der Juniorinnen. Erste Meisterschaft bei den Frauen wurden für Tatjana Kasakowa die Sommerbiathlon-Europameisterschaften 2012 in Osrblie, bei denen sie 13. des Sprints und Elfte der Verfolgung wurde.